# Tetraria borneensis
Tetraria borneensis là loài thực vật có hoa trong họ Cói. Loài này được J.Kern miêu tả khoa học đầu tiên năm 1958.